# Йорк Сіті
«Йорк Сіті» (англ. York City F.C.) — англійський професійний футбольний клуб з міста Йорк (Норт-Йоркшир).

## Історія
Заснований 1922 року в Північному Йоркширі. Виступає у Другій Лізі, четвертою за значимістю футбольною лігою Англії після Першої ліги, Чемпіоншіпа і Прем'єр-ліги. «Йорк» приєднався до Футбольної ліги 1929 року, і більшу частину свого часу проводив у нижній половині турнірної таблиці. На короткий час клуб поліпшував свої здобутки у виступах в чемпіонаті і навіть провів два сезони у Другому дивізіоні Футбольної ліги в 1970-х роках.
Клуб вкрай невдало виступив у сезоні 2003/04, хоча добре почав сезон з п'яти перемог поспіль, але не виграв жодного матчу у другому колі. В результаті цього провалу, вибув у Національну Конференцію, де залишався до кінця сезону 2011/12.
Повернення в Футбольну лігу відбулося після впевненної перемоги 2:1 проти команди «Лутон Таун» на стадіоні «Уемблі» у фіналі плей-оф Національної Конференції. У регулярному чемпіонаті «Йорк Сіті» за кілька турів до фінішу ледве посів п'яте місце і пробився в плей-оф Конференції. «Йорк» спочатку переміг у 2 матчах «Менсфілд Таун» (0:0 вдома, 1:0 в гостях у додатковий час), єдиний гол забив Метті Блейр. У фінальному матчі перший гол забив Чемберс, а автором переможного м'яча знову став Блейр.
Клуб повернувся в Другу лігу вперше після сезону 2003/04. Перший сезон провів врятувавшись від вильоту в останній момент, видавши серію в 5 матчів без поразок і зайнявши у підсумку 17-те місце. Наступний сезон команда провела більш успішно — під кінець сезону видавши безпрограшну серію в 17 матчів (11 перемог і 6 нічиїх), посіла 5 місце, але в плей-оф була змушена поступитися клубу «Флітвуд Таун», який згодом виграв плей-оф. У «Флітвуд» після закінченні сезону перебрався бомбардир клубу Метті Блейр.
Виступаючи в кубкових іграх, «Йорк» прагнув досягти більших успіхів, ніж у лізі. Найкращим результатом є півфінал Кубка Англії в 1955 році. У Кубку Футбольної ліги 1995/96, на стадіоні «Олд Траффорд» «Йорк Сіті» переміг «Манчестер Юнайтед» 3:0, причому «Юнайтед» виграв Прем'єр-лігу та Кубок Англії в тому сезоні.

## Досягнення
- Третій дивізіон
  - Вихід в дивізіон вище (1973/74)
- Четвертий дивізіон/Третій дивізіон
  - Переможець (1983/84)
  - Вихід в дивізіон вище (1958/59, 1964/65, 1970/71)
  - Переможець плей-оф (1993/94)
- Національна Конференція
  - Переможець плей-оф (2011/12)
- Трофей Футбольної асоціації
  - Переможець (2011/12)
  - Фіналіст (2008/09)